# Maricela Serrano Hernández
Maricela Serrano Hernández (3 de marzo de 1961) es una política mexicana, miembro del Partido Revolucionario Institucional (PRI). Ha sido en dos ocasiones diputada federal y en dos presidenta municipal de Ixtapaluca, Estado de México.

## Biografía
Es licenciada en Derecho egresada de la Universidad Nacional Autónoma de México (UNAM) y tiene una maestría en Administración Pública por el Instituto Nacional de Administración Pública (INAP). Es miembro del PRI y de la organización Antorcha Campesina, en la que ha desarrollado parte de su carrera política, junto con su esposo Jesús Tolentino Román Bojórquez; éste ha sido en dos ocasiones presidente municipal de Chimalhuacán y ambos han sido señalados de buscar perpetuar sus liderazgos y reprimir a sus opositores políticos.
Fue representante de casilla del PRI y representante de Antorcha Campesina en Cerro del Tejolote en Ixtapaluca, presidenta de un comité seccional del PRI y subdelegada en el Cerro del Tejolote de 1988 a 1990, en 1994 fue delegada al Congreso de Mujeres por el Cambio del PRI y en 1996 delegada al pleno nacional de la Comisión de Asuntos Femeniles del PRI.
En 1991 a 1993 fue elegida regidora del ayuntamiento de Ixtapaluca que presidía Francisco Maldonado Ruiz. De 1997 a 2000 fue diputada suplente a la LIII Legislatura del Congreso del Estado de México, pero nunca fue llamada a ejercer el cargo. En las elecciones estatales de 2006 fue candidata del PRI y el Partido Verde Ecologista de México (PVEM) a presidenta municipal de Ixtapaluca, pero no logró el cargo, pues fue elegido su contrincante del Partido de la Revolución Democrática (PRD), Mario Moreno Conrado.
En 2009 fue elegida por primera ocasión diputada federal, por el principio de representación proporcional a la LXI Legislatura que concluyó en 2012. En esta legislatura fue secretaria de la comisión de Desarrollo Social; e integrante de la comisión de Vivienda. Solicitó licencia y se separó del cargo en tres breves periodos durante el año 2012 para ser candidata a presidenta municipal.
En las elecciones de 2012 volvió a ser postulada candidata a presidenta municipal de Ixtapaluca por el PRI en la coalición Comprometidos por el Estado de México, integrada además por el PVEM y Nueva Alianza; logró el triunfo y ejerció como presidenta municipal de Ixtapaluca para el periodo del 1 de enero de 2013 al 31 de diciembre de 2015. Pero no lo concluyó pues el 21 de enero de 2015 se separó de él para ser nuevamente candidata a diputada federal, tras lo cual fue acusada de haber percibido como presidenta municipal un salario de 196 mil pesos, lo cual negó.
En 2015 fue elegida por segunda ocasión diputada federal, pero en esta ocasión en representación del Distrito 12 del estado de México a la LXIII Legislatura que ejercería de dicho año hasta 2018. En la Cámara de Diputados fue secretaria de la comisión de Desarrollo Urbano y Ordenamiento Territorial; e integrante de las comisiones de Desarrollo Municipal; y, de Vivienda.
Se separó de la diputación a partir del 15 de enero de 2018 para ser nuevamente candidata del PRI a presidenta municipal de Ixtapaluca, logrando nuevamente la victoria en las elecciones estatales de 2018, y asumió por segunda ocasión el cargo el 1 de enero de 2019 para el periodo que culminó el 31 de diciembre de 2021.